# Koma (película)

Koma (chino simplificado: 救命,Jiu ming o chino tradicional: 救命Gau ming) es una película de thriller y terror de Hong Kong del año 2004 dirigida por Law Chi-Leung y protagonizada por Karena Lam y Angelica Lee. Trata de una joven que despierta en una tina rodeada de hielo, inconsciente ve un mensaje en la pared "Llama a la Policía o Morirás" y en ese instante le extirpan un riñón.

## Trama
La película comienza con una joven que, tras asistir a una boda celebrada en un hotel y embriagarse, despierta en una de las habitaciones de hotel; sólo para darse cuenta con horror que el riñón le ha sido extirpado quirúrgicamente. La socialité Ching (Angelica Lee), que también asistió a la fiesta, identifica a Ling (Karena Lam) como la principal sospechosa, porque se enteró de que Ling era la única extranjera presente en el salón de baile. Ella es desconocida para todos, incluso para el personal del hotel. Durante la investigación policial, Ching descubre que Ling ha estado secretamente involucrada con su novio, Wai (Andy Hui Chi-On), y esta es la razón del por qué estaba en el hotel cuando se cometió el delito. Ling fue puesto en libertad sin cargos por falta de pruebas, ya que la policía sospecha que Ching pudo haberla acusado por estar con su novio. En vez de desaparecer rápidamente, Ling comienza a acechar a Ching, al parecer, celosa de que Ching Ling podría tener todo lo que quería, sin esforzarse, mientras que Ling tiene que luchar por ella. Ching, al principio, lo ve como una forma de acoso, pero pronto cambia y ella comienza a seguir a Ling. Ling parece aceptarlo, mostrando su lado más oscuro sobre vivir la vida de una chica pobre en comparación a las otras chicas ricas. Ambas se sumergen en un juego sutil de gato y ratón, y Ching empieza a temer por su vida cuando Ling comienza a amenazarla sobre eliminar su riñón también.
Una noche, Ching es secuestrada por un hombre misterioso que parece ser un aliado de Ling. Ching le revela que su riñón es débil, y el hombre no será capaz de venderlo por mucho. Ella se desmaya y al despertar encuentra a Ling herida a su lado. Ching la lleva al hospital, y pronto Ching descubre Ling que en realidad es una persona amable, mas real que las amistades superficiales que Ching comparte con sus amigos de la alta sociedad superficial. Se entera de que Ling tiene un amor de la infancia, cuya identidad no revela.
Ching y Ling hacen un trato con el hombre misterioso para que Ching pueda conseguir un riñón. Sin embargo, Ching informa a la policía de antemano, y cuando llegan, encuentran que el hombre tiene a Ling de rehén. Sin embargo, Ling supuestamente mata al hombre. Wai Ling empieza a sospechar, e irrumpe en su casa. Mientras tanto Ching invita a Ling a su casa, donde ella se entera de que el hombre que murió no era otro que amor de la infancia de Ling. Ling le dice que desde que estaba en necesidad de dinero para su madre, ella y el hombre planeaban hacer una venta de riñones vivos. Sin embargo, a causa de la traición de Ching, el hombre se suicidó. Ling luego descubre que Wai ha estado buscando su casa. Ella mantiene a Wai como rehén le y pide a Ching que vaya a su lugar de trabajo, un centro de investigación, y done su riñón. Ching, armada con un hacha persigue a Ling, y su ira se intensifica cuando se entera de que Wai está muerto. Ling la sofoca con plástico.
Al final, Ching se despierta en el hospital, donde un médico le dice que ella estaba en condición crítica, pero fue salvada por un riñón que pertenecía a una persona muerta en el lugar donde fue encontrada. Se da cuenta de que Ling se cortó hasta la muerte para darle el riñón que ella siempre quiso. No pudiendo digerir esta información, ella comienza a gritar, pidiendo que el médico retire su riñón, y la cámara corta a una imagen de Ching diciéndole a Ling que siempre estarán juntas, y le contesta diciendo: "Me debes esto para siempre". Hay una toma final de Ching, bajo el efecto de los sedantes, donde pierde el Conocimiento.

## Reparto
- Karena Lam - Suen Ling
- Angelica Lee - Fung Chi Ching
- Andy Hui Chi-On
- Roy Chow - Wai
- Liu Kai-chi
- Annie Man
- Raymond Wong Ho-Yin